# Viola perpusilla
Viola perpusilla là một loài thực vật có hoa trong họ Hoa tím. Loài này được H. Boissieu miêu tả khoa học đầu tiên năm 1908.